# August Güttinger
August Güttinger (Suiza, 10 de julio de 1892-Winterthur, Suiza, noviembre de 1970) fue un gimnasta artístico suizo, campeón olímpico en Ámsterdam 1928 en el concurso por equipos.

## Carrera deportiva
En las Olimpiadas de París 1924 gana el bronce en el concurso por equipos —tras los italianos y franceses—, oro en barras paralelas y bronce en escalada de cuerda.
En las Olimpiadas de Ámsterdam 1928 gana medalla de oro en el concurso por equipos, por delante de los checoslovacos y yugoslavos, siendo sus compañeros de equipo: Hans Grieder, Hermann Hänggi, Eugen Mack, Georges Miez, Otto Pfister, Eduard Steinemann y Melchior Wezel.